# Chana Masson
Chana Franciela Masson de Souza (Capinzal, 18 december 1978) is een voormalig handbalster uit Brazilië. De keepster vertegenwoordigde haar vaderland viermaal op rij bij de Olympische Spelen: 2000 (Sydney), 2004 (Athene), 2008 (Peking) en 2012 (Londen). Masson speelde clubhandbal voor onder meer Vasco da Gama (Rio de Janeiro), CB Amadeo Tortajada (Valencia) en Randers HK (Randers). Ze maakte haar debuut voor Brazilië in 1999. 
1.  Chana Masson ·
2. Matilde Kondrup Nielsen ·
3. Suzanne Bækhøj ·
6. Mathilde Schæfer ·
7. Susanne Madsen ·
8. Stine Svangård ·
9.  Maja Jakobsen ·
10.  Jessica Quintino ·
11. Pernille Johannsen ·
13.  Maria Adler · 
16. Althea Reinhardt ·
17. Susan Thorsgaard ·
18. Kamilla Kristensen ·
19.  Pearl van der Wissel ·
22.  Oxana Kiseleva ·
24. Marianne Bonde ·
27. Nadia Offendal ·
81.  Deonise Fachinello ·
Coach: Jan Pytlick

Resultaten: 6e plaats (kwartfinale) Damehåndboldligaen – 1/4 finale Santander Cup
1.  Chana Masson ·
2. Matilde Kondrup ·
3. Suzanne Bækhøj ·
4. Camilla Pytlick ·
5. Louise Kristensen ·
6. Mathilde Schaefer ·
7. Ditte Bach Andersen ·
8. Stine Svangård ·
9.  Maja Jakobsen ·
11. Sarah Iversen ·
13.  Maria Adler ·
16. Ditte Folden ·
17. Line Haugsted ·
18. Kamilla Kristensen ·
19.  Pearl van der Wissel ·
21.  Jennie Linnell ·
27. Nadia Offendal ·
Sophie Moth ·
Coach: Ulrik Kirkely

Resultaten: 9e plaats Damehåndboldligaen – 1/4 finale Santander Cup - kwartfinale EHF Cup